# Allium tchihatschewii
Allium tchihatschewii — вид трав'янистих рослин родини амарилісові (Amaryllidaceae), ендемік азійської Туреччини.

## Опис
Цибулина яйцеподібна, діаметром 0.6–1 см; зовнішні оболонки перетинчасті, чорнуваті, густо строкаті. Стебло 13–24 см, дуже гнучке, часто фіолетове знизу. Листків 2–3, ниткоподібні, 0.5–1 мм завширшки, смугасті, вигнуті, такі ж довгі як стебло, нижні піхви часто темно-фіолетові. Зонтик 3–4 см діаметром, 20–30-квітковий, розлогий. Оцвітина дзвоникоподібна; сегменти блідо-бузкові, лавандові або рожеві, еліптичні, 4–5 мм, дуже тупі. Пиляки фіолетові. Коробочка округло-трикутна, 3.5–4 мм, ледь довша оцвітини.

## Поширення
Ендемік азійської Туреччини.